# 2020 PG6
2020 PG6  là một tiểu hành tinh với tốc độ trung bình trên 46.000 km/giờ trong lúc lao đến Trái Đất. Một điều khiến các chuyên gia ESA thở phào nhẹ nhõm là trong trường hợp tiểu hành tinh này đâm vào địa cầu, nó sẽ không gây tổn thất quá đáng kể vì đường kính của 2020 PG6 chỉ khoảng 14 mét. Trên thực tế 2020 PG6 có kích thước cỡ thiên thạch từng nổ tung trên bầu trời Chelyabinsk của Nga vào tháng 2 năm 2013.
Cơ quan hàng không châu Âu (ESA) trong tuần này đã phát hiện một tiểu hành tinh mới và ngay tức khắc đưa nó vào danh sách thiên thể có khả năng gây nguy hiểm cho Trái Đất. Tiểu hành tinh, được đặt tên 2020 PG6, được dự đoán sẽ đâm vào địa cầu ngày 31/8/2029, theo báo mạng International Business Times hôm 21/8.